# District de Rawalpindi
Le district de Rawalpindi (en ourdou : ضِلع راولپِنڈى) est une subdivision administrative de la province du Pendjab au Pakistan. Il est constitué autour de la ville de Rawalpindi, quatrième plus grande du pays et ancienne capitale du pays. Il jouxte le territoire fédéral d'Islamabad, capitale du pays.
La population du district compte plus de cinq millions d'habitants parlant essentiellement pendjabi. Le district est plutôt urbanisé et développé, et contient de nombreuses installations militaires, abritant le siège des forces armées et une partie de l'industrie d'armement du pays.

## Histoire

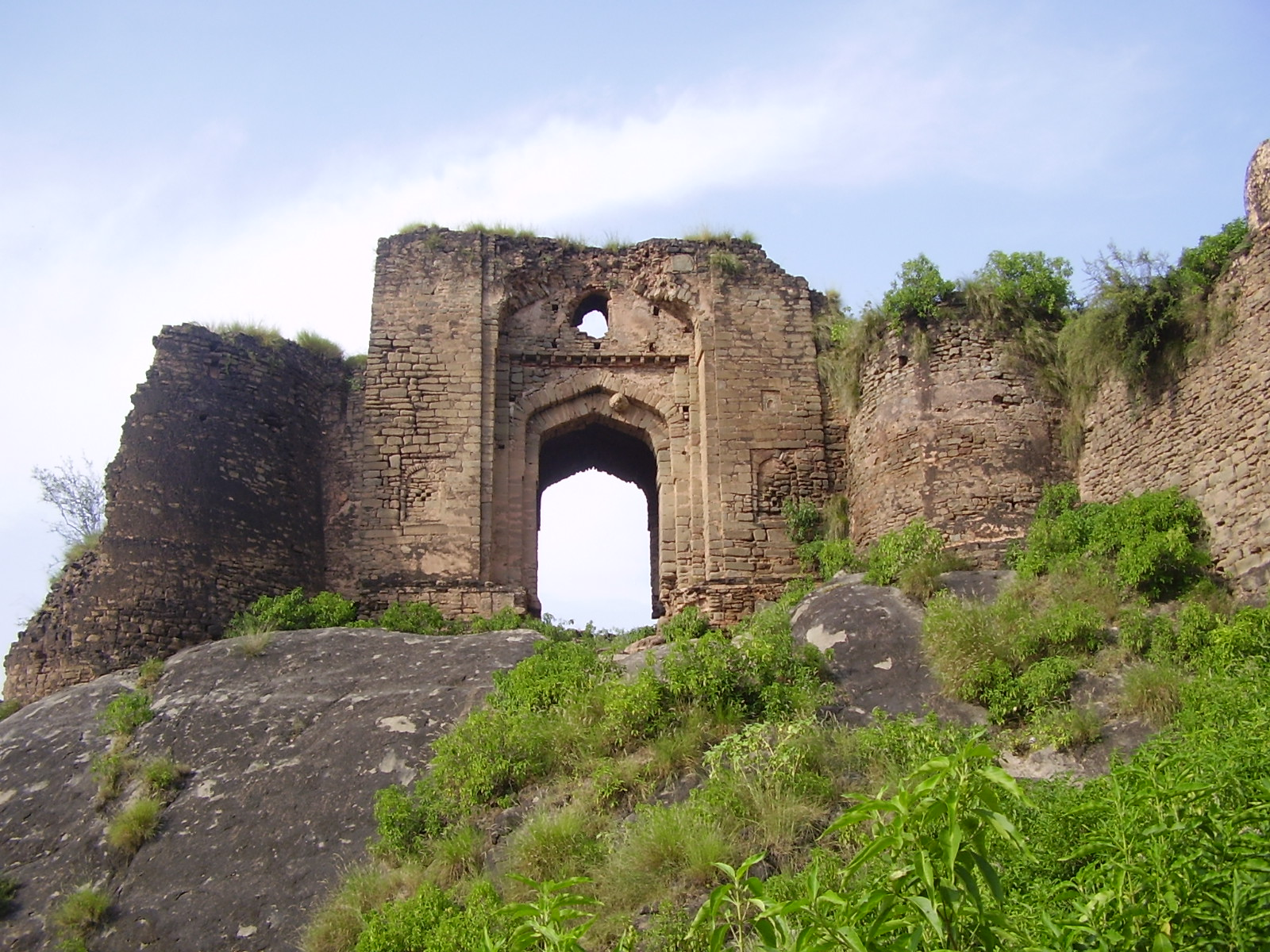
Vestiges du fort de Pharwala.

La région de Rawalpindi a été sous la domination de diverses puissances au cours de l'histoire, notamment le Sultanat de Delhi puis l'Empire moghol. Il est intégré au Raj britannique en 1858, puis la population majoritairement musulmane a soutenu la création du Pakistan en 1947.
Entre 1959 et 1967, Rawalpindi est la capitale du pays avant la construction d'Islamabad, qui jouxte Rawalpindi. Depuis, la ville est toujours le siège des forces armées pakistanaises. Le district de Rawalpindi perd une partie de sa superficie avec la création du territoire fédéral d'Islamabad.

## Démographie
Lors du recensement de 1998, la population du district a été évaluée à 3 363 911 personnes, dont environ 53 % d'urbains. Le taux d'alphabétisation était de 70 % environ, largement supérieur à la moyenne nationale de 44 %. Il se situe à 81 % pour les hommes et 59 % pour les femmes, soit un différentiel de 22 points, soit le même niveau que la moyenne de la province du Pendjab.
Le recensement mené en 2017 pointe une population de 5 405 633 habitants, soit une croissance annuelle de 2,52 %, supérieure aux moyennes provinciale et nationale de 2,13 % et 2,4 % respectivement. C'est le troisième plus peuplé de la province, après Lahore et le district de Faisalabad. Le taux d'urbanisation reste stable à 53 %. Le district de Rawalpindi est très majoritairement Musulman, à 97 % (1998), les minorités religieuses sont constituées par les Hindous, 2 % (1998), de Chrétiens, et de Sikhs[réf. nécessaire].

## Administration

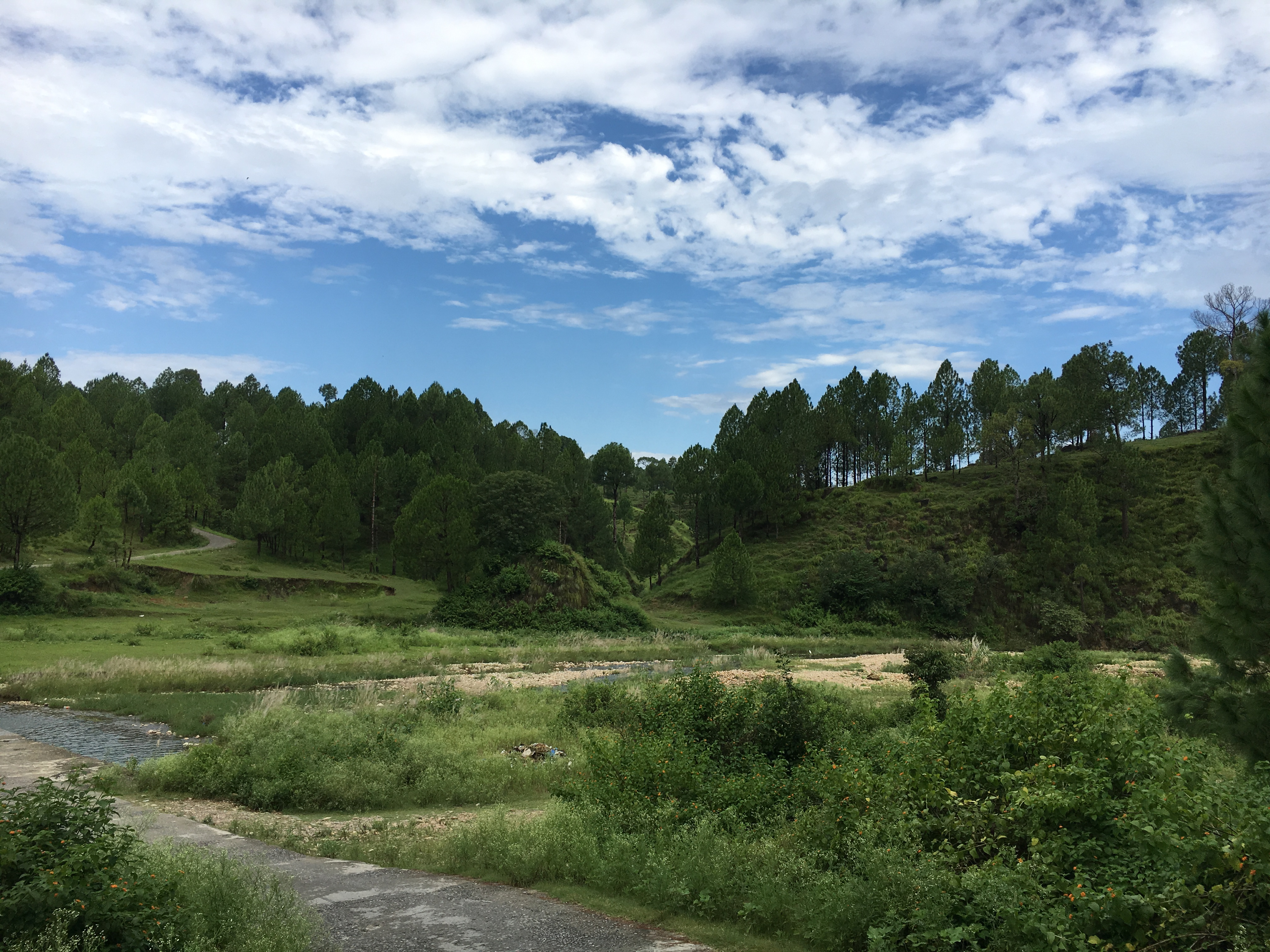
Paysage du tehsil de Kahuta.

Le district est divisé en sept tehsils ainsi que 120 Union Councils.
| Tehsil          | Population (rec. 2017) |
| --------------- | ---------------------- |
| Gujar Khan      | 678 503                |
| Kahuta          | 220 576                |
| Kallar Sayaddan | 217 273                |
| Kolti Sattian   | 119 312                |
| Murree          | 233 471                |
| Rawalpindi      | 3 258 547              |
| Taxila          | 677 951                |

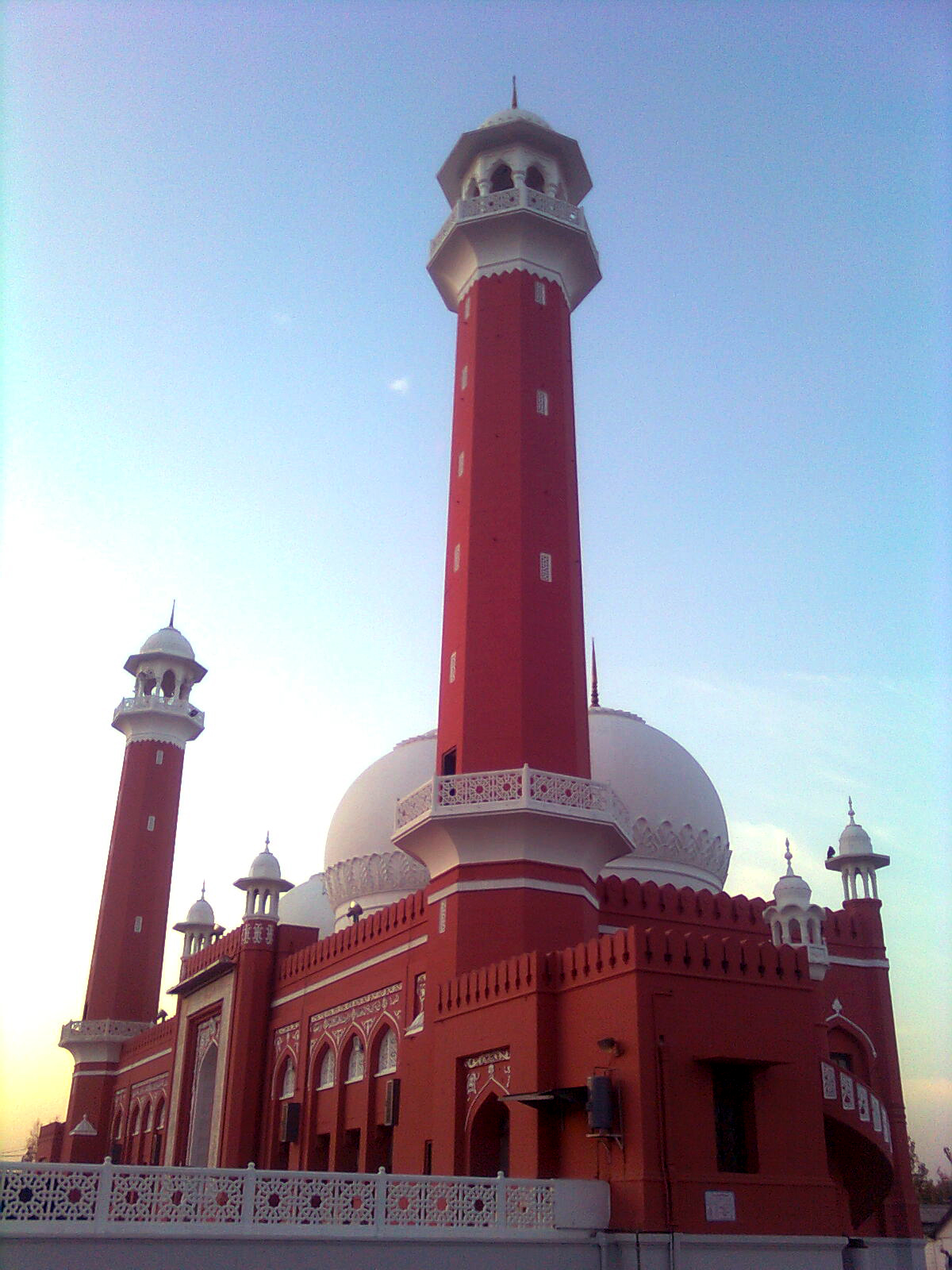
Mosquée de Wah.

Neuf villes du district dépassent les 20 000 habitants. La plus importante est la capitale, Rawalpindi, par ailleurs la quatrième plus grande ville du pays. Elle rassemble près de 39 % de la population totale du district et 73 % de sa population urbaine.
| Ville         | Population (rec. 2017) |
| ------------- | ---------------------- |
| Rawalpindi    | 2 098 231              |
| Wah           | 380 103                |
| Taxila        | 121 952                |
| Gujar Khan    | 90 131                 |
| Kahuta        | 60 557                 |
| Kallar Syedan | 54 335                 |
| Murree        | 25 816                 |
| Kotli Sattian | 22 434                 |
| Daultala      | 21 957                 |

## Économie et éducation

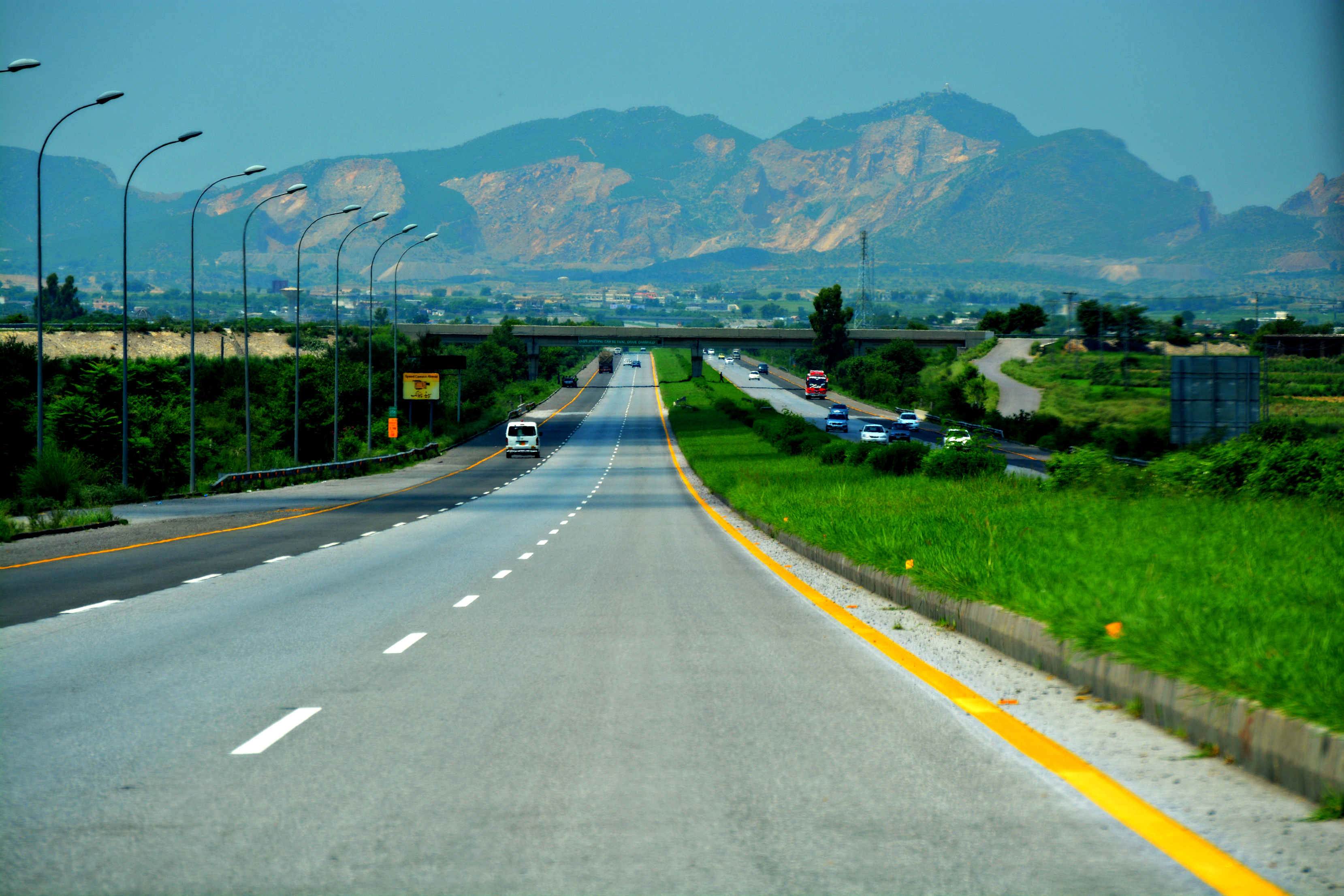
Autouroute à proximité de Taxila.

Le district de Rawalpindi est assez développé et urbanisé, étant l'un des districts les plus riches et avec le meilleur niveau d'éducation du pays. Le district est bien desservi par les réseaux de transports. Il est le point de jonction des autoroutes M1 et M2, qui relient avec Peshawar et Lahore. Rawalpindi est également idéalement situé sur la ligne ferroviaire entre ces deux villes. L'économie du district est fortement influencée par les militaires, qui compte le quartier-général de l'armée et des industries d'armement.
Selon un classement national sur la qualité de l'éducation, le district se trouve parmi les mieux notés du pays, avec une note de 71 sur 100 et une égalité entre filles et garçons de 90 %. Il est classé 17e sur 141 districts au niveau des résultats scolaires et 48e sur 155 au niveau de la qualité des infrastructures des établissements du primaire.

## Politique
À la suite de la réforme électorale de 2018, le district est représenté par les six circonscriptions no 57 à 62 à l'Assemblée nationale ainsi que les treize circonscriptions no 6 à 18 de l'Assemblée provinciale. Lors des élections législatives de 2018, elles sont remportées par trois candidats du Mouvement du Pakistan pour la justice, ainsi que Raja Pervez Ashraf pour le Parti du peuple pakistanais et Rashid Ahmed.
| Parti                                       | Voix (national) | %       | Élus nationaux | Élus provinciaux |
| ------------------------------------------- | --------------- | ------- | -------------- | ---------------- |
| Mouvement du Pakistan pour la justice       | 428 303         | 33,91 % | 3              | 11               |
| Ligue musulmane du Pakistan (N)             | 371 407         | 29,40 % | 0              | 0                |
| Parti du peuple pakistanais                 | 161 761         | 12,84 % | 1              | 0                |
| Ligue musulmane Awami                       | 119 362         | 9,43 %  | 1              | 0                |
| Autres partis                               | 90 425          | 7,16 %  | 0              | 0                |
| Indépendants                                | 90 958          | 7,21 %  | 0              | 2                |
| Total exprimés (participation : 54,21 %)    | 1 262 216       | 100 %   | 5              | 13               |
| Source : Commission électorale du Pakistan, |                 |         |                |                  |